# Charlton (motorfiets)
Charlton is een Brits historisch merk van motorfietsen.
De bedrijfsnaam was: Charlton Motor Co., London.
Charlton begon in 1904 met de productie van motorfietsen. Bij gebrek aan Britse producten kocht men Franse 402cc-Buchet-inbouwmotoren in. De machines hadden allemaal riemaandrijving, maar klanten konden wel kiezen uit verschillende opties waar het versnellingen betrof. De verkoop van motorfietsen liep in die tijd slecht, en bovendien vond rond 1905 de overgang naar Britse inbouwmotoren plaats. Dat kunnen redenen zijn geweest dat Charlton in 1908 de productie stil moest zetten.